# 斯氏新光唇魚
斯氏新光唇魚（学名：Neolissochilus stevensonii）为輻鰭魚綱鯉形目鲤科新光唇魚屬的其中一種，該物種於1870年由Francis Day描述及命名，主要分布於亞洲緬甸，棲息在中底層水域。